# Moto perpetuo
Em música, a expressão italiana moto perpetuo - também Perpetuum mobile (em latim) ou mouvement perpétuel (em francês) - significa literalmente "movimento perpétuo", podendo significar:
1. Peça musical ou parte de uma peça, caracterizada por uma corrente contínua e fixa de notas de pequena duração e usualmente executada em tempo rápido.
2. Peça inteira ou partes extensas de uma peça musical que são repetidas (em geral, por um número indeterminado de vezes).

Segundo a Nova história universal da música, de Kurt Pahlen, moto perpetuo é como alguns compositores têm chamado as peças que, à maneira do eterno sonho dos físicos, "não têm fim", isto é, seu início e seu fim se entrelaçam de tal maneira que a peça pode ser repetida infinitamente. Com o nome de Perpetuum Mobile ou de Moto Perpetuo, foram escritas obras curiosas e brilhantes por Weber, Mendelssohn, Paganini, Johann Strauss II, Ottokar Nováček e outros.